# 2078
2078 (ММLXXVIII) е обикновена година, започваща в събота според григорианския календар. Тя е 2078-ата година от новата ера, седемдесет и осмата от третото хилядолетие и деветата от 2070-те.